# Oruza semilux
Oruza semilux är en fjärilsart som beskrevs av Walker 1865. Oruza semilux ingår i släktet Oruza och familjen nattflyn. Inga underarter finns listade i Catalogue of Life.